# Motor Martin Natalio
El Motor Martin Natalio és un motor dissenyat a Saragossa per Martin Gómez Martinez i Natalio Horcajo Garcia que no va ser realitat per manca de mitjans.

## Història
Martin Gómez Martinez, concessionari de Chrysler a Saragossa, i Natalio Horcajo Garcia, enginyer que feia el servei militar a la mateixa ciutat, i que ja es coneixien d'haver fet la guerra civil junts el 1939, van decidir construir un cotxe per la gent de després de la guerra, ja que el parc automobilístic havia estat destruït quasi en la seva totalitat. Van crear l'empresa Nacional G, i van arribar a construir 2- 3 prototips i dos xassís, que més tard van rebre l'ordre de destruir.
L'any 1941 es va concedir la patent no. 147.621 per un motor rotatiu per aplicacions en automòbils i avions. Segons referències es va construir un prototip que va funcionar poc per defectes d'estanquitat. Es va destruir el prototip juntament amb la resta de material de Nacional G.

## Descripció del motor
Es tracta d'un cilindre rodó i en el seu interior hi ha una el·lipse que gira. En un diàmetre, en el cilindre, hi ha unes paletes que, mitjançant unes molles, són obligades a fregar l'el·lipse, cosa que produeix l'estanquitat entre les dues cambres.
En sentit horari, després de la primera paleta, es veu la llumenera d'admissió connectada al carburador, després es troba l'altra paleta, més gruixuda que la primera, potser per dissipar la calor, ja que ve seguida d'una cambra on hi ha la bugia d'encesa. Quasi tocant l'altra paleta hi ha la llumenera d'escapament.